# Rivière Piscapecassy
La rivière Piscapecassy est un cours d'eau du Québec et de l'Ontario (Canada) se jetant dans baie Hannah (baie James).

## Géographie
La rivière Piscapecassy coule sur environ 48 km dans un bassin versant d'une superficie de 440 km2.

## Toponymie
Le toponyme Rivière Piscapecassy a été officialisé le 4 août 1969 par la Commission de toponymie du Québec.